# Il Guerriero di Goslar

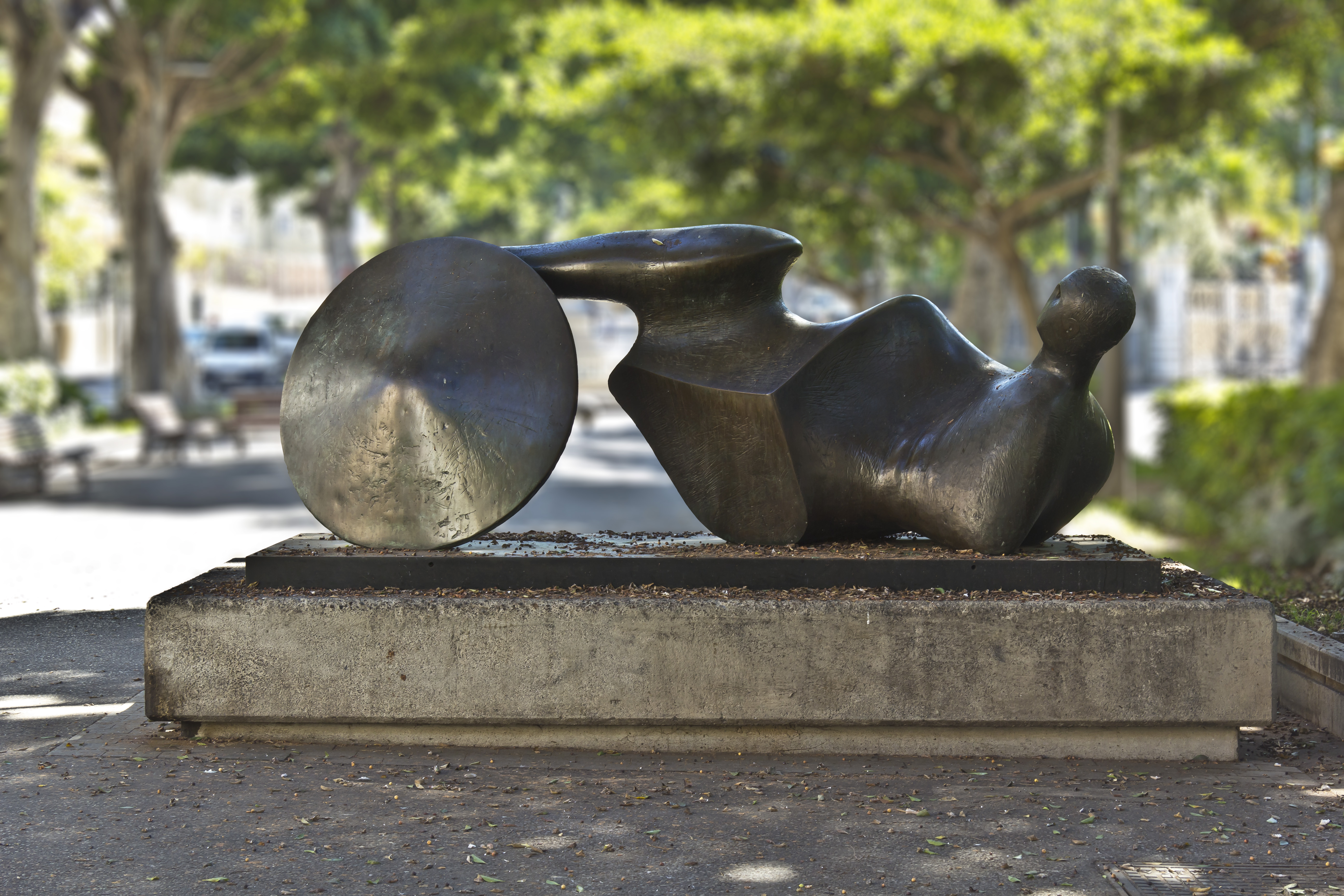
Il Guerriero di Goslar

Il Guerriero di Goslar è una scultura in bronzo ubicata nella città di Santa Cruz di Tenerife (Isole Canarie, Spagna) e dichiarata "Bene d'interesse culturale" dal governo regionale delle Isole Canarie nel 2007. È una delle sculture più iconiche di tutta la città.
È stata realizzata dallo scultore inglese Henry Moore nel 1977 per poter sostituire un'altra sua opera che avrebbe dovuto far parte dell'Esposizione Internazionale "Exposición Internacional de Escultura en la Calle", celebrata nella città di Santa Cruz de Tenerife nel 1973. Questa scultura è stata regalata alla città dall'artista su richiesta di un suo allievo di Hertfordshire originario dell'isola di Tenerife, tale Carlos Schwartz (responsabile della direzione e gestione dell'esposizione).
Secondo il BOC del 25 di giugno del 2007, la scultura è una rappresentazione di un guerriero caduto su un fianco, con la testa alzata e lo scudo ai suoi piedi.
Nell'ottobre del 2008, la scultura è stata rimossa temporaneamente per essere esposta all'inaugurazione del Tenerife Espacio de las Artes (TEA) e per poi cominciare una serie di esposizioni temporanee in tutta Tenerife. Dal maggio 2009, la scultura è tornata alla sua posizione originaria.